# ماسه (فیلم ۲۰۰۰)
«ماسه» (انگلیسی: Sand (film)) یک فیلم است.

## بازیگران
- میشل وارتان
- نورمن ریداس
- کاری ورر
- هری دین استنتون
- امیلیو استیوز
- دنیس لری
- ژولی دلپی